# 16th The Queen's Lancers
Le 16th The Queen's Lancers ou 16e Régiment des Lanciers de la Reine est un régiment de cavalerie de l'armée britannique, d'abord formé en 1759. Il a été en service pendant deux siècles, avant d'être fusionné avec le 5th Royal Irish Lancers pour former le 16th/5th The Queen's Royal Lancers (en)) en 1922.

## Histoire

### Début des guerres

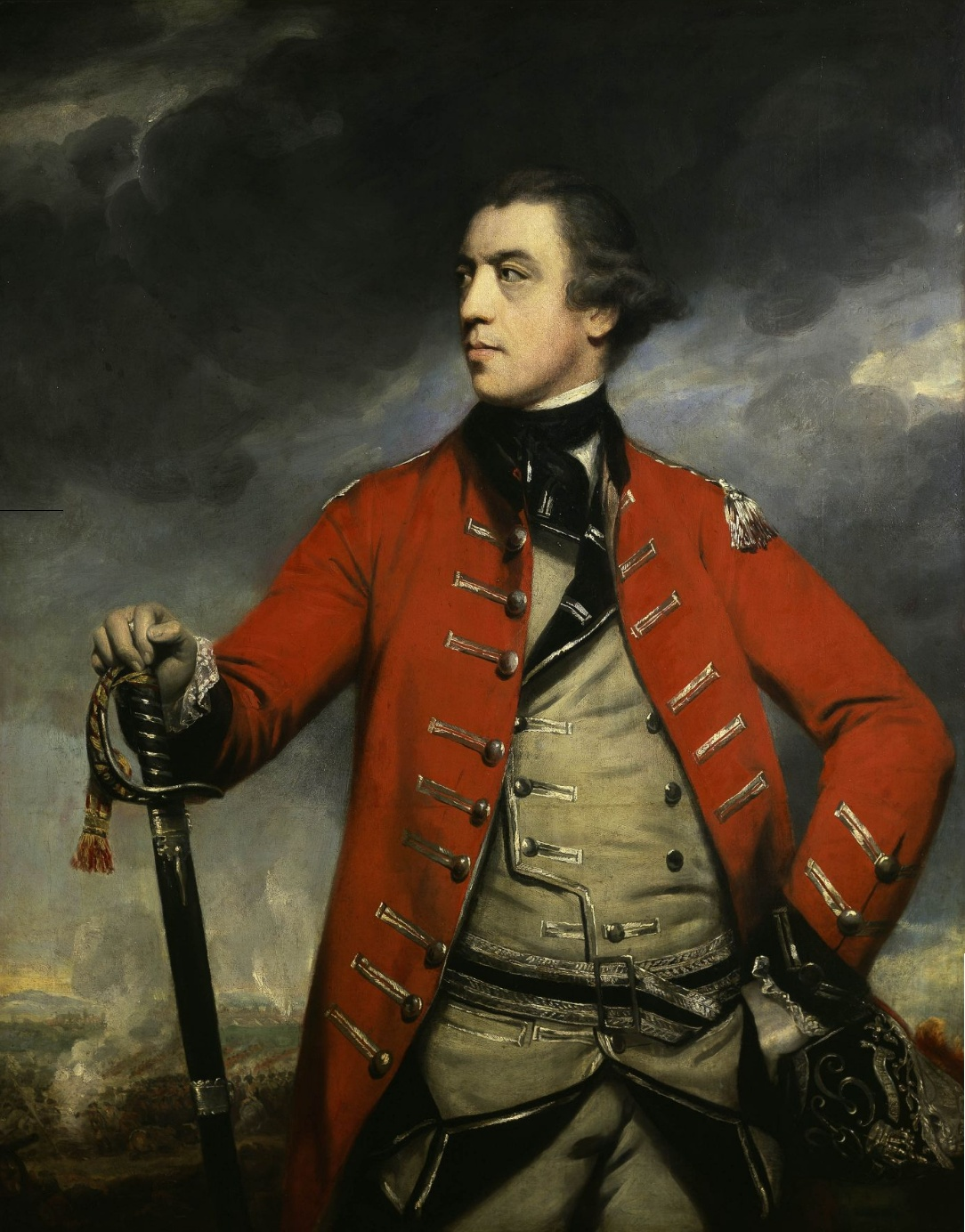
Le Colonel John Burgoyne, fondateur du régiment, par Joshua Reynolds, c.1766

Le régiment est formé en 1759 par le Colonel John Burgoyne sous le nom de 16th Regiment of (Light) Dragoons, il est alors le second des nouveaux régiments of light dragoons; il est également connu sous le nom de Burgoyne's Light Horse. Le régiment est impliqué dans la Prise de Belle-Île-en-Mer en avril 1761 durant la Guerre de Sept Ans .Il contribue grandement aux victoires britanniques contre les espagnols lors de la Bataille de Valencia de Alcántara en août 1762 et la Bataille de Vila Velha en octobre 1762 durant la Guerre anglo-espagnole (en). En 1766 le régiment est renommé d'après la Reine Charlotte sous le nom de 2nd (or The Queen's) Regiment of (Light) Dragoons, le numéro étant une tentative de créer un nouveau système de numérotation pour les régiments de dragons. Néanmoins, l'ancien système est rapidement rétabli, et le régiment redevient le 16th (The Queen's) Regiment of (Light) Dragoons en 1769. Il arrive à New York en octobre 1776 pour servir durant la Guerre d'indépendance des États-Unis. Il participe à la Bataille de White Plains en octobre 1776, celle de Brandywine en septembre 1777 et celle de Germantown en octobre 1777 et encore davantage aux batailles de Crooked Billet (en) en mai 1778, de Barren Hill le même mois et de Monmouth en juin 1778. Le régiment retourne en Angleterre au printemps 1779. Il débarque ensuite à Ostende en avril 1793 où il prend part à la Campagne des Flandres puis il est présent au Siège de Valenciennes en juin 1793, celui de Dunkerque en août 1793 et celui de Landrecies en avril 1794. Il participe également à la Bataille de Beaumont (en) en avril 1794, celle de Willems en mai 1794 et celle de Tournai également en mai avant de retourner en Angleterre en février 1796. Le régiment est alors stationné en Irlande de l'automne 1802 à 1805.

### Guerres napoléoniennes

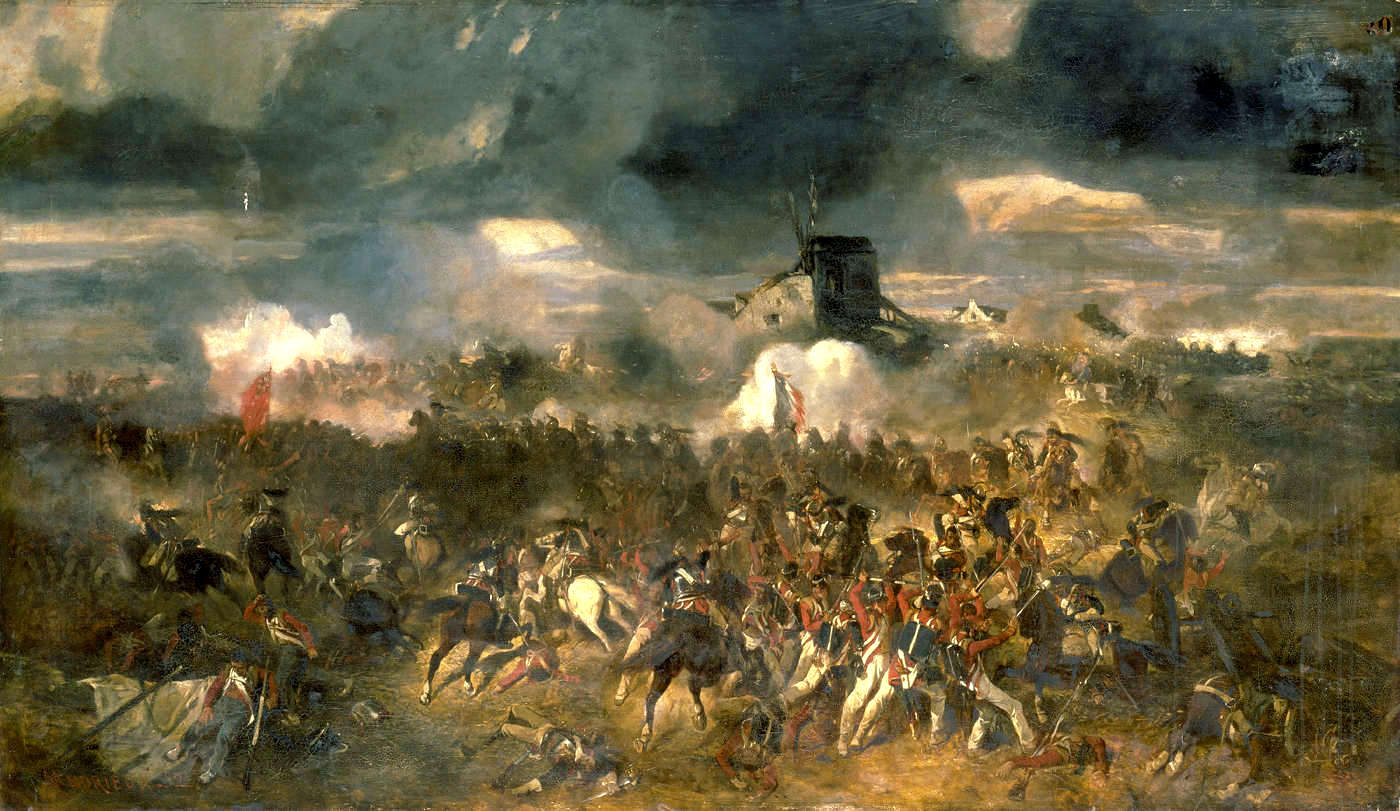
La Bataille de Waterloo en juin 1815, par Clément-Auguste Andrieux.

Le régiment reçoit l'ordre d'appuyer l'Armée de Sir Arthur Wellesley sur la Péninsule Ibérique et il débarque à Lisbonne en avril 1809. Le régiment combat lors de la Seconde bataille de Porto en mai 1809, la Bataille de Talavera en juillet 1809 et le Siège de Ciudad Rodrigo en avril 1810. Le régiment combat à la Bataille de Buçaco en septembre 1810, celle de Sabugal en avril 1811 et celle de Fuentes de Oñoro en mai 1811. Ensuite il participe au combat à la Bataille de Salamanque en juillet 1812, au Siège de Burgos en septembre 1812 et à la Bataille de Vitoria en juin 1813. Il prend ensuite part au Siège de Saint-Sébastien en août 1813 et en France, à la Bataille de la Nivelle en novembre 1813 et à la Bataille de la Nive en décembre 1813. Il retourne à la maison en juillet 1814.
Le régiment prend part aux Cent-Jours en débarquant à Ostende en mai 1815. Il charge avec la Brigade de Cavalerie de John Vandeleur (en) à la Bataille de Waterloo en juin 1815. Après la bataille, leur commandant, le Lieutenant-colonel James Hay (en), est si grièvement blessé qu'il ne peut pas être déplacé sur le terrain pendant huit jours. Le régiment est le seul régiment de cavalerie britannique à servir tout au long de la Guerre d'indépendance espagnole et aux Cent-Jours.

### Durant l'ère victorienne

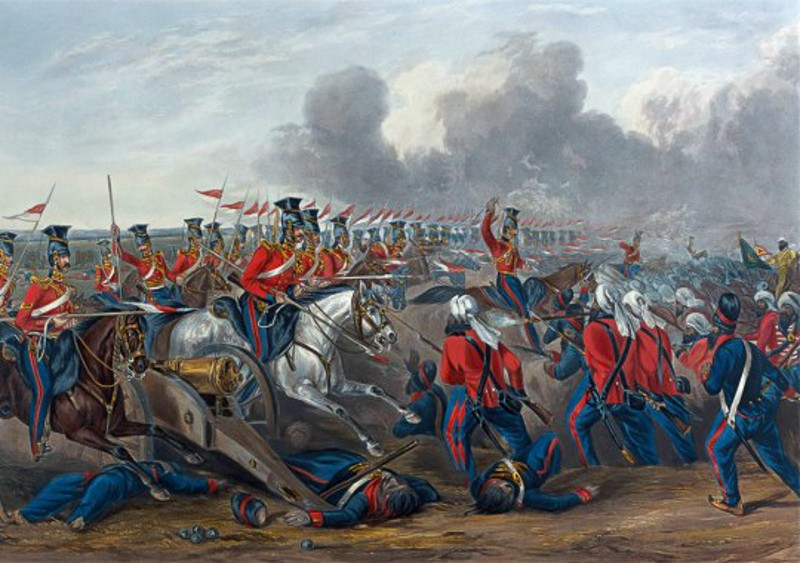
Charge du 16e Lancers lors de la Bataille d'Aliwal, en janvier 1846.

### 

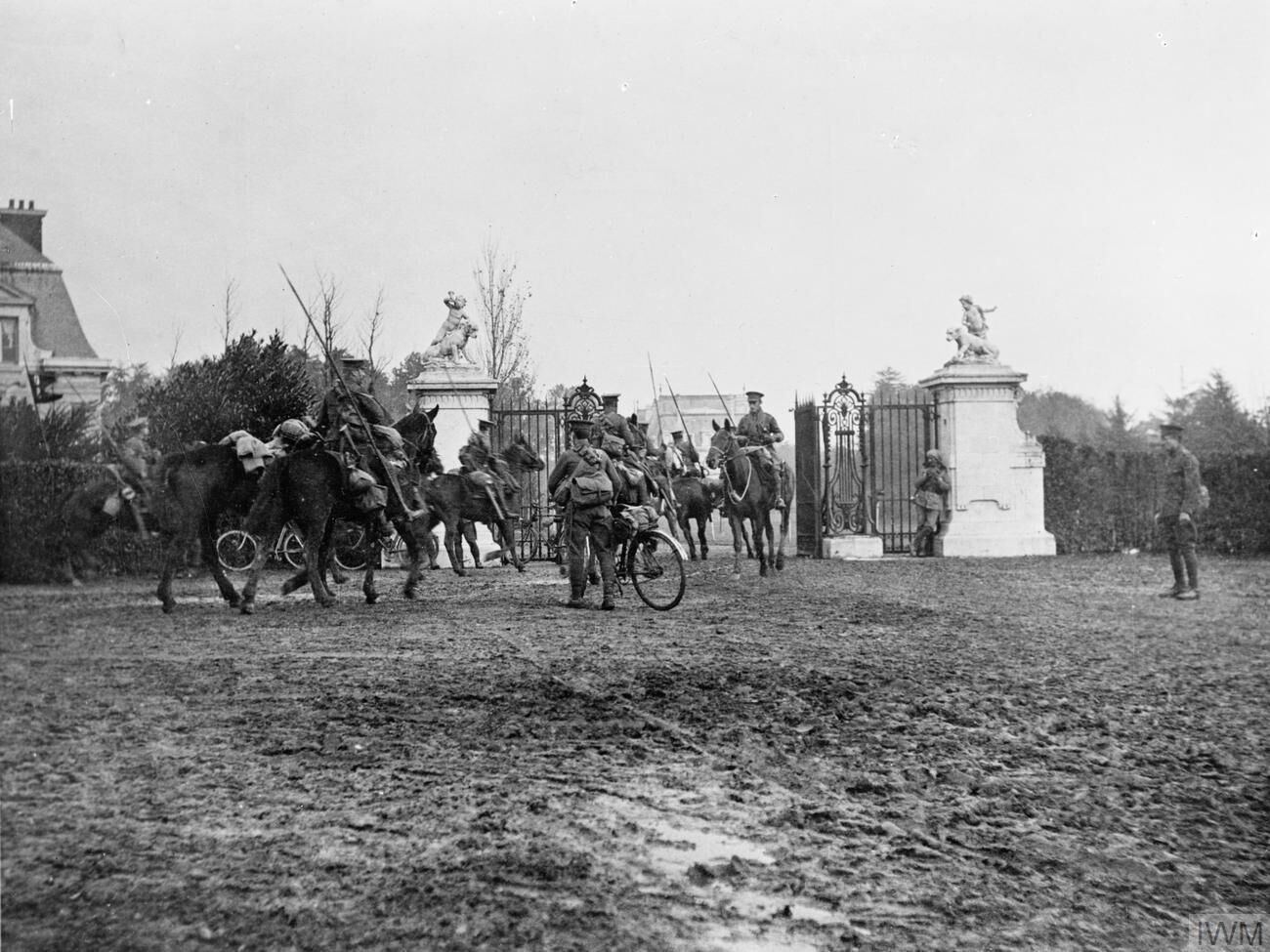
Les hommes du 16e Lanciers à l'entréedu Château de Hollebeke, en octobre 1914.